# Cryptothele ceylonica
Cryptothele ceylonica är en spindelart som beskrevs av O. Pickard-Cambridge 1877. Cryptothele ceylonica ingår i släktet Cryptothele och familjen Zodariidae.
Artens utbredningsområde är Sri Lanka. Inga underarter finns listade i Catalogue of Life.